# Kavkazští Němci

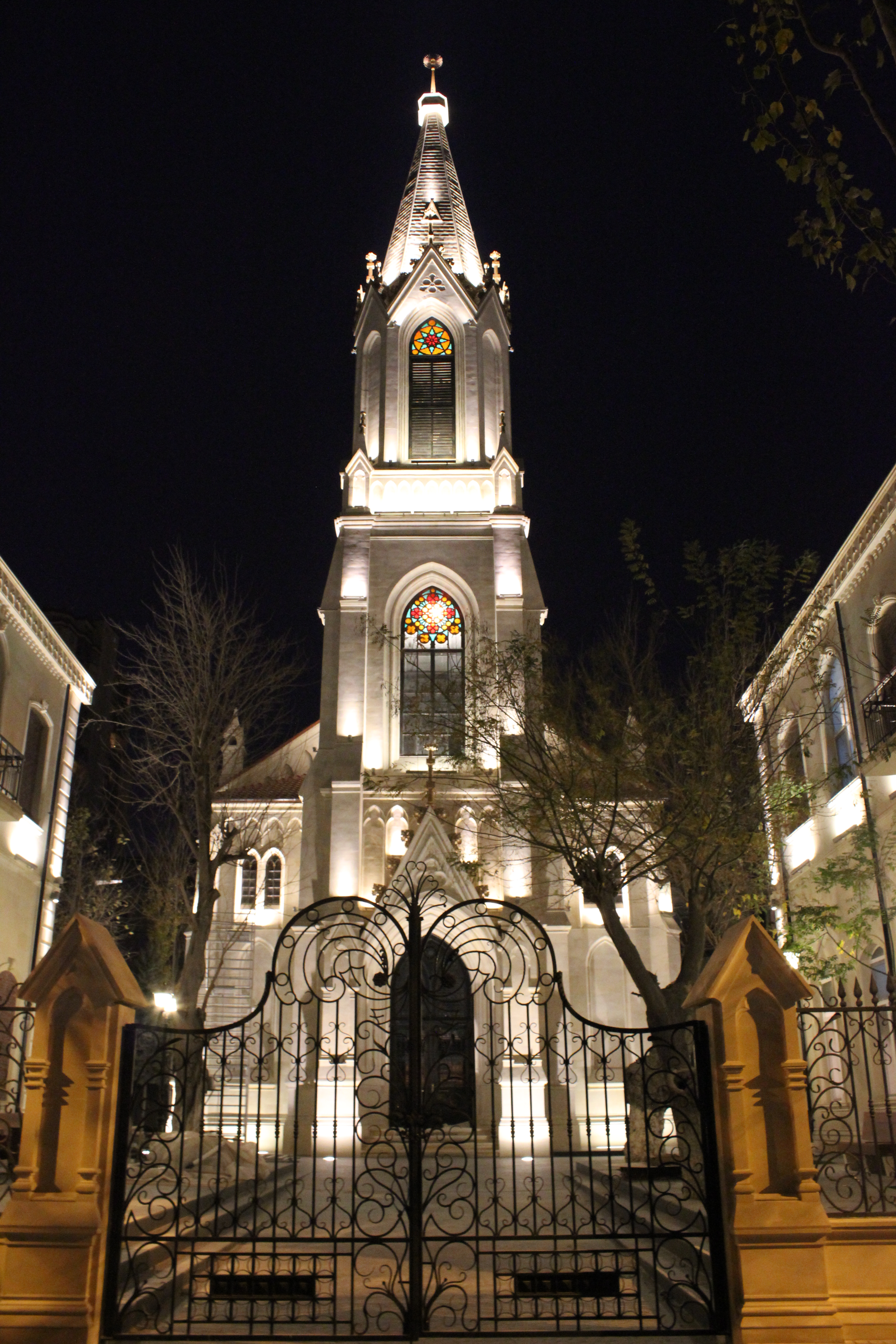
Luteránský kostel Spasitele v Baku v Ázerbájdžánu

Kavkazští Němci (německy: Kaukasiendeutsche) jsou součástí německé menšiny v Rusku a v SSSR. Migrovali na Kavkaz převážně v první polovině 19. století a usadili se na severním Kavkaze, v Gruzii, Ázerbájdžánu, Arménii a v oblasti Karsu (dnešní severovýchodní Turecko). V roce 1941 byla většina z nich deportována do Střední Asie a na Sibiř během nucených přesunů obyvatel v Sovětském svazu. Po Stalinově smrti v roce 1953 a začátku Chruščovova tání se kavkazským Němcům umožnil návrat, i když jen málo z nich to využilo. Mnozí se asimilovali a po roce 1991 emigrovali do Německa. Ačkoli dnešní komunita je zlomkem toho, co kdysi bylo, mnoho německých budov a kostelů stále existuje, z některých se staly muzea a kulturní památky.

## Dějiny

### Počátky
Vítězství Ruského impéria v rusko-turecké válce v letech 1768–1774 zajistilo ruskou expanzi na Kavkaz. Vyvolalo to také potřebu nově dobyté země osídlit ruskými osadníky, aby se urychlil jejich průzkum a rozvoj. Na konci 18. století ruská vláda povolila rodinám Povolžských Němců usadit se na Kubáni. Slabá infrastruktura na Kavkaze a nedostatečná úřední podpora odrazovala neruské obyvatelstvo od usídlování v oblasti. Povolžští Němci byli spokojeni ve svých domovech, nechtělo se jim přesídlovat na divoký Kavkaz. V roce 1815 navštívil ruský car Alexandr I. rodné město své matky - Stuttgart. Poté, co byl očitým svědkem útlaku, kteří místní rolníci podstupovali pro svou náboženskou příslušnost, rozhodl se pomoci jim usadit se na Kavkaze za účelem vybudování moderních zemědělských kolonií.
Podle manifestu Alexandra I. museli němečtí kolonisté splnit přísné podmínky: museli znát vinařství, chov bource morušového nebo museli znát nějaké řemeslo, také museli mít nějaký majetek, ženu a děti. Německým osadníkům byly slíbeny pozemky, zaručena svoboda vyznání, osvobození od vojenské služby a 10 let neplacení všech daní.

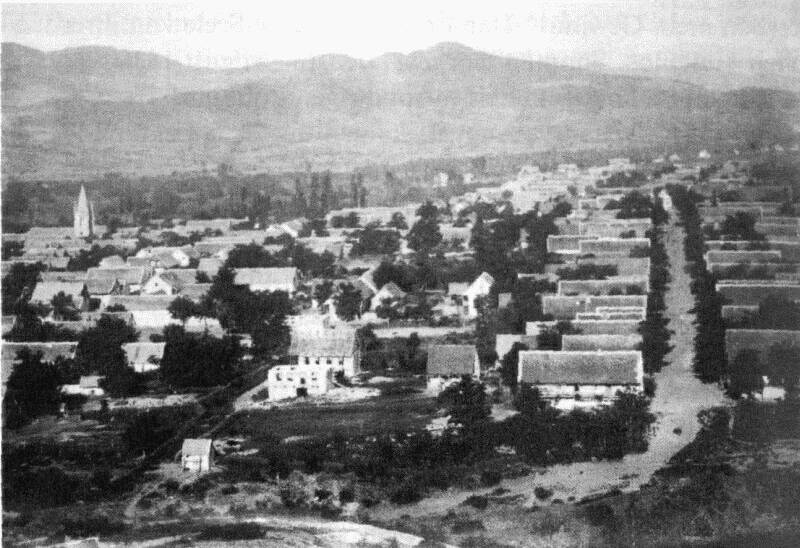
Katharinenfeld (nyní Bolnisi, Gruzie)

### Počátek 19. století
21. září 1818 založila skupina německých kolonistů ze Švábska první německou osadu na Kavkaze - Marienfeld - nyní součást gruzínského města Sartichala ve východní Gruzii. O dva měsíce později další skupina německých osadníků založila v Gruzii na břehu řeky Asureti vesnici Elisabethtal (nyní vesnice Asureti) v jihovýchodní Gruzii.
Během následujících pěti let bylo založeno pět dalších německých osad ve východní části Gruzie:
- Neutiflis - nyní součást Tbilisi
- Petersdorf - nedaleko od první německé osady Marienfeld, dnes součást gruzínského města Sartichala
- Alexandersdorf - na břehu řeky Kura, nyní součást Tbilisi
- Katharinenfeld - v současnosti město Bolnisi
- Alexandergilf - malá vesnice u řeky Chrami

Tři větší německé osady byly kolem roku 1820 založeny také v Abcházii:
- Neudorf - dnešní Chypsta na pobřeží Černého moře
- Gnadenberg - dnešní Dzyguta
- Lindau

V zimě 1818/9 dorazilo 194 švábských rodin převážně z Reutlingenu do Jelizavetpole v Ázerbájdžánu. Dostaly pozemky 6 kilometrů západně od města v létě 1819 založily město Helenendorf (dnešní ázerbájdžánské město Goygol). Další německá osada Annenfeld (dnešní Šamkir) byla založena 40 km od Helenendorfu.

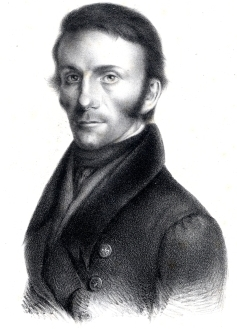
Baltský německý průzkumník Friedrich Parrot navštívil Katharinenfeld a Elisabethtal během své expedice na Ararat v roce 1829

Němci byli na Kavkaze velmi aktivní a rychle se integrovali. Na rozdíl od ruských náboženských menšin na Kavkaze, se německé osady nacházely na ekonomicky výhodnějších místech, v blízkosti větších měst (například poblíž Tbilisi nebo Jelizavetpole) a při větších obchodních stezkách. Během několika let se na Kavkaze stalo typické, že každé větší krajské město na Kavkaze mělo kousek od sebe prosperující německou zemědělskou vesnici. Němci se rychle stali dvojjazyční, doma mluvili německy, ale rychle se naučili ázerbájdžánsky nebo gruzínsky. Ruština se mezi nimi rozšiřovala až koncem 19. století.

Německý přírodovědec a objevitel Friedrich Parrot se během své expedice na Ararat v roce 1829 setkal se švábskými osadníky poblíž Tiflisu, vyjmenoval jejich osady a osobně navštívil Katharinenfeld a Elisabethtal a popsal je:
Na těchto osadách je na první pohled vidět, že zde žijí Němci podle stylu domů, obdělávání půdy, povozů, jejich nábytku a nádobí, způsobu života, kostýmů a řeči. Silně kontrastují s vesnicemi gruzínských domorodců, a to ve svůj prospěch, zejména v očích toho, kdo už nějakou domu žil u nás v Německu. [. . . ] Nakonec jsem po pětihodinové jízdě uviděl vysoko na levém břehu řeky Chrami typické věci pro německou osadu: byly to pravidelně stavěné kamenné bílé domy s dobrými okny, dveře a hřebenové tašky na střeše. Radostně jsem vyjel nahoru a zjistil jsem, že to je Katharinenfeld.

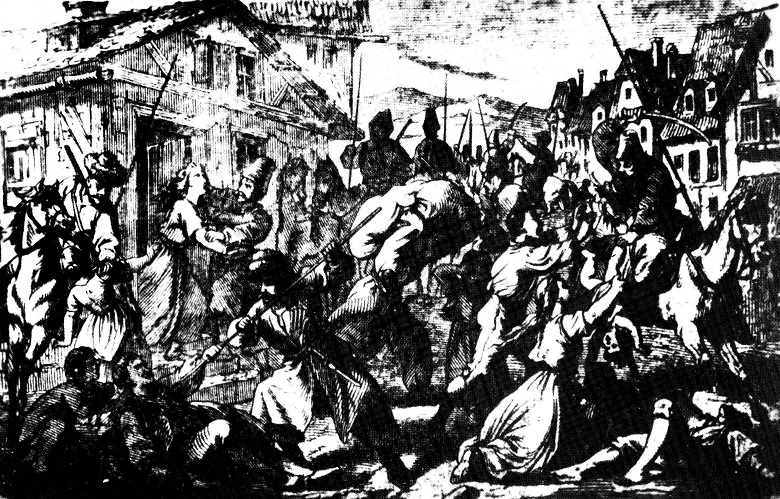
Útok na Katherinenfeld dne 14. srpna 1826 během rusko-perské války

Německé osady utrpěly během rusko-perské války v letech 1826–28. Loupeživé kurdské bandy přepadávaly cíleně německé osady. Například v roce 1826 zaútočila kurdská loupežná tlupa na Katharinenfeld, povraždila 30 lidí z 85 rodin a zajala dalších 130.

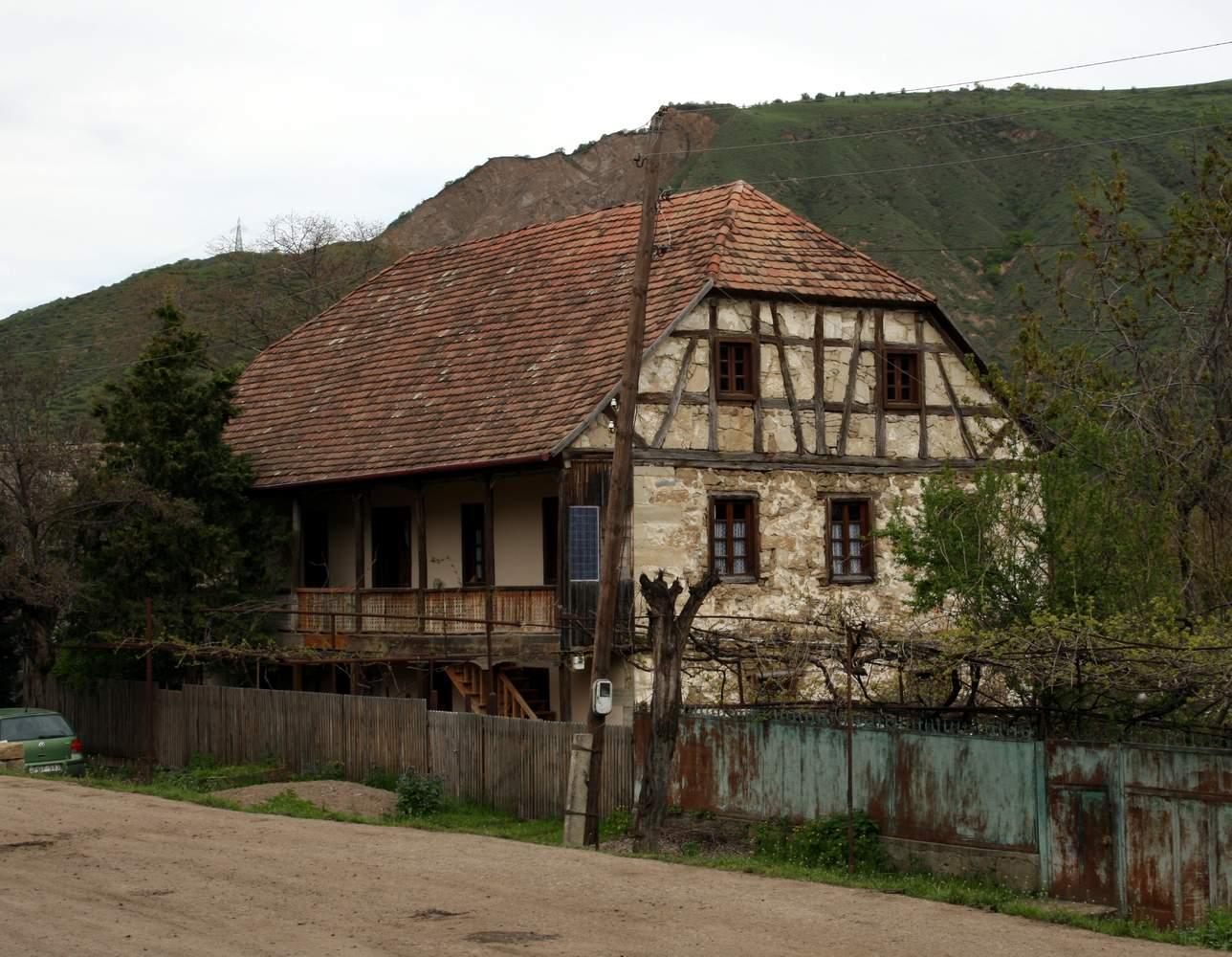
Typický německý hrázděný dům v Asureti ve státě Georgia (historický Elisabethtal)

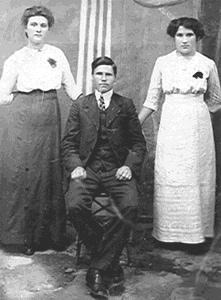
Němci z Helenendorfu (dnešní Goygol, Ázerbájdžán) v 19. – počátku 20. století

### Pozdní carské období
Další německé kolonie byly založeny ve východním Zakavkazsku během druhé poloviny 19. století a na počátku 20. století. V roce 1926 žilo v této oblasti celkem 9000 Němců a to především v Alexandersdorfu (nyní část Tbilisi), Alexandershilfe, Blumethalu, Elisabetthalu, Freudenthalu, Georgsthalu, Gnadenbergu, Grünthalu, Hoffnungsthalu, Katharinenfeldu, Lindau, Marienfeldu, Marnaulu, Neudorfu, Neu Tiflisu, Petersdorfu, Steinfeldu, Trebubenbergu, Waldheimu a Wiesendorfu.
V Jelizavetpolské gubernii dalších šest důležitých německých osad:
- Georgsfeld (1888) - dnešní Činarli
- Alexejewka (1902) - dnešní Hasansu
- Grünfeld (1906) - dnešní Hasansu
- Eigenfeld (1906) - dnešní Irmašli
- Traubenfeld (1912) - dnešní Tovuz
- Jelisawetinka (1914) - dnešní Agstafa

Těchto šest německých osad bylo osídleno především potomky osadníků z nejstarších dvou osad Helenendorfu a Annenfeldu. V roce 1917 žilo v těchto osadách cca 6000 Němců. Duchovním centrem pro všech těchto osm vesnic se stal Helenendorf, ve kterém byl v roce 1857 postaven nejstarší luteránský kostel v Ázerbájdžánu (Kostel sv. Jana).
Těžba ropy v Baku přitáhla do města také Němce, v roce 1903 jich jen v Baku bylo 3749 (2,5 % populace města). Většina Němců v Baku byli etničtí Němci narození již na Kavkaze. Nikolaus von der Nonne (etnický Němec narozený nedaleko Petrohradu) přišel během vojenské služby na Kavkaz, rozhodl se tam zůstat, od roku 1883 žil v Baku, kde výrazně ovlivnil architekturu a v letech 1898-1902 byl starostou Baku. V Baku se v roce 1895 narodil také slavný sovětský špion Richard Sorge, etnický Němec, který byl za druhé světové války popraven v Japonsku - dostal titul Hrdina Sovětského svazu.
Němci v Jelizavetpolské gubernii se zabývali stále především zemědělstvím. Od roku 1860 na významu nabývalo především vinařství, kterému se věnovalo stále více kavkazských Němců. Na konci 19. století 58 % ázerbájdžánské vinařské produkce zajišťovaly dvě německé rodinné firmy z Helenendorfu - Vinařství bratří Hummelů a Vinařství bratří Vohrerů.

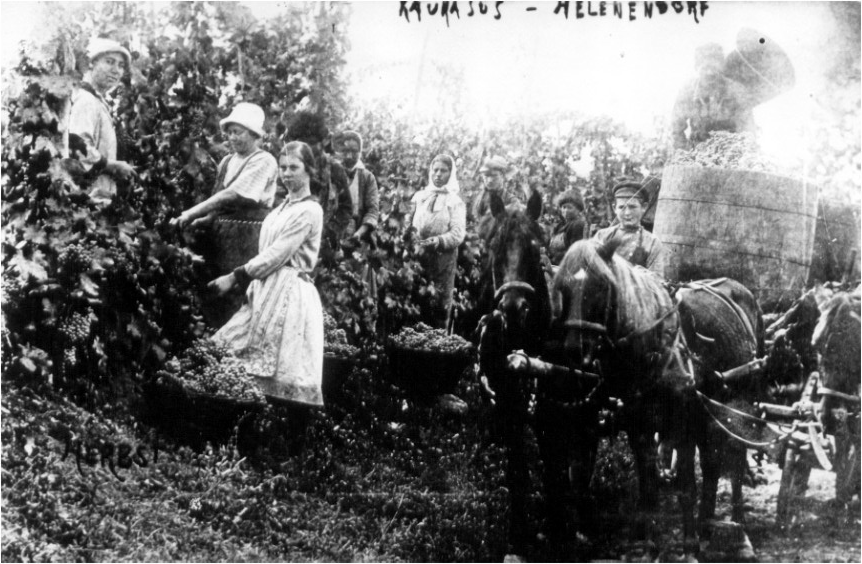
Sběr hroznů v Helenendorfu (Goygol), kolem r. 1900

Po rusko-turecké válce v letech 1877-1878 ruská říše anektovala karský region. Carská vláda spustila velkou osídlovací kampaň nově získaných tureckých území, které měly být zalidněny vhodnými křesťanskými národy - včetně kavkazských Němců. V roce 1891 se od Tiflisu přestěhovalo velké množství německých rodin do Karské oblasti a založili osadu Petrovka. Německá populace ale zůstávala v okolí Karsu relativně malá, v roce 1911 to bylo jen cca 200 lidí. V roce 1911 a 1914 byly založeny dvě nové německé osady v okolí Karsu - Vladikars (dnešní turecké město Kümbetli) a Estonka (dnešní turecká vesnice Karacaören). Se začátkem první světové války se otevřela Kavkazská fronta a většina kavkazských Němců z Petrovky, Vladikarsu a Estonky byla evakuována do Eichenfeldu. Samotný Karský region byl následně anektován Tureckem a dodnes je jeho součástí.

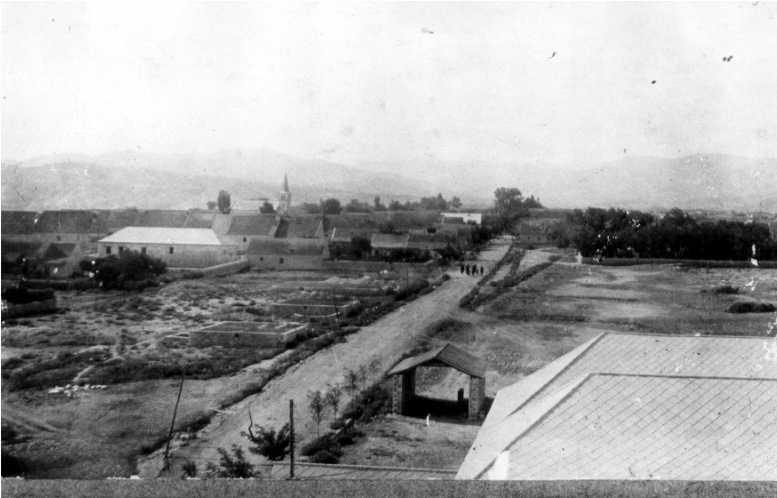
Pohled na Annenfeld (v dnešním Šamkiru, Ázerbájdžán) ca 1900

V letech 1906-1922 vydával baron Kurt von Kutschenbach německé noviny Kaukasische Post v Tiflisu. Jediné noviny, které na Kavkaze vycházely pouze v němčině.
V roce 1918 vznikla Ázerbájdžánská demokratická republika, která byla mezi německou komunitou přivítána. V Helenendorfu byly pořádány velké oslavy, spojené se stým výročím obce. Německá komunita byla také zastoupena v ázerbájdžánském parlamentu poslancem Lorenzem Kühnem, rodákem z Helenendorfu, který stál u zrodu ázerbájdžánského ropného průmyslu.

### Sovětská éra
Po vítězství Bolševiků v ruské občanské válce přišla éra sovětizace a kolchozů na Kavkaze. Nová sovětská vláda chtěla ukázat svůj vstřícný přístup k multikulturalismu v Nové ekonomické politice (NEP). Kulturní a jazyková práva etnických menšin byly chráněny sovětskými úřady a byly zakládány školy v jazycích menšin. V roce 1926 existovalo v Ázerbájdžánské SSR 26 základních škol v němčině. V roce 1926 proběhlo první celosovětské sčítání obyvatelstva, které ukázalo, že v ruské části Kavkazu žije 93.915 Kavkazských Němců, v Ázerbájdžánu 13 149, v Gruzii 12 047 a v Arménii 104. Celkem tedy na Kavkaze žilo 119 215 Kavkazských Němců. Třicátá léta 20. století přinesla změnu v rozvoji německé kavkazské kultury. Sovětské úřady nařídily, že všechna německy znějící jména měst a vesnic musí být změněna. Násilná kolektivizace a první pětiletka, přinesly sovětský hladomor v letech 1932-33, který těžce zasáhl německou komunitu.
Kavkazští Němci čelili zejména v Ázerbájdžánské SSR teroru ze strany sovětských úřadů. Desítky Němců v regiony byly obviněny z protisovětských aktivit a popraveni, zatímco jiní (včetně mnoha Hummelů, kteří založili Helenendorf) byli vyhoštěni na Sibiř.
Po napadení SSSR Německem v červnu 1941 byli Kavkazští Němci deportováni do Střední Asie a na Sibiř, aby se nepřidali k postupujícím nacistickým jednotkám, ačkoliv nezadali k tomuto přesídlení jediný důvod. Z Kavkazu bylo deportováno od září 1941 do června 1942 celkem 190.000 Němců. Deportovaným bylo dovoleno vzít si jen malá zavazadla a téměř žádné jídlo. Museli podstoupit cestu přes Kaspické moře do táborů ve Střední Asii. Sovětské úřady jim oznámily, že plavba přes moře bude trvat jen několik dní, ale většina lodí se po moři pohybovala sem a tam, protože přeplněné přístavy nechtěly deportované přijmout. To mělo za následek masovou smrt hladem a podnebím, zejména mezi dětmi a staršími lidmi. Kupříkladu jen na jedné transportní lodi zemřelo 775 deportovaných Němců. Z přístavů byli Němci následně sváženi po železnici do oblasti jezera Balchaš v Kazašské SSR.
Pouze německé ženy (a jejich potomci) provdané za neněmecké muže byly ušetřeny deportace z Kavkazu. Po Stalinově smrti v roce 1953 a po nástupu Nikity Chruščova do sovětského vedení byl zrušen zákaz návratu většiny deportovaných národů do jejich původních domovů. Na Kavkaz se ale vrátilo jen relativně málo Němců. V roce 1979 jich na severním a jižním Kavkaze žilo pouze 46.979.
Do opuštěných německých domů v Šamkiru (Annenfeld) a Goygolu (Helenendorf) byly sestěhováváni Arméni nejen z Arménské SSR ale i z Íránu. Arméni, kteří byli přesídleni do Gyogolu místo Němců, se zmocnili tamního německého hřbitova a "arménizovali" náhrobní kameny řady hrobů.

### Po roce 1991
Po rozpadu SSSR se objevil zájem o německou komunitu na Kavkaze. Sčítání lidí z roku 2014 ukázalo, že v gruzínské Bolnisi (původně Katharinenfeld) žijí poslední dva Němci. Německý hřbitov v Bolnisi byl za Stalinovy vlády zcela zničen, dnes je označen pouze malým památníkem na počest německých kolonistů. V posledních letech vzrůstá v Gruzii zájem ze strany místní mládeže o hledání svého německého dědictví, hledají v rodokmenech své německé předky.
V Ázerbájdžánu jsou zbytky německé komunity soustředěny v Baku. Poslední německý obyvatel Goygolu (dříve Helenendorf) Viktor Klein zemřel v roce 2007. Goygol má dnes více než 400 budov typicky německého rázu. V roce 2015 byl rodný dům Viktora Kleina změněn na Muzem dějin Kavkazských Němců. V roce 2009 byl nefunkční chátrající luteránský kostel v Šamkiru (původně Annenfeld) zrekonstruován a přeměněn na německé muzeum. Yunis Hajiyev, narozený v roce 1928 ázerbájdžánskému otci a německé matce, a jeho potomci jsou poslední rodinou německého původu, která v roce 2018 žila v Šamkiru.
Většina obyvatel, která dohledala svůj německý původ, se po roce 1991 vystěhovala do Německa.
Poslední německý obyvatel osady Estonka (dnes vesnice Karacaören v karské provincii v Turecku), Frederik Albuk, zemřel v roce 1999 ve své rodné vesnici. Luteránský hřbitov se 150 hroby je jedinou připomínkou na Kavkazské Němce v severovýchodním Turecku.